# 주민등록번호
주민등록번호(住民登錄番號, 영어: Resident Registration Number, RRN)는 주민등록법에 의해 부여되며, 대한민국에서 대한민국에 거주하는 모든 국민에게 발급하는 주민등록증에 적혀있는 국민식별번호 제도이다. 1968년 11월 21일부터 편리한 간첩 식별 등의 목적으로 주민등록증이 발급되면서 부여되기 시작했다.
주민등록번호 체계는 처음 만들어진 이래 2014년까지 큰 변화 없이 계속 쓰이다가, 잇따른 개인정보 유출 사고로 인하여 사실상 전 국민의 개인정보가 유출될 정도로 심각한 사회문제가 되자 그 체계를 개편하는 안이 논의되기 시작했다.

## 역사
일제강점기에는 조선기류령 및 기류소속규칙(제령 32호, 1942.9.26)의 형태로 존재했으며, 대한민국 정부 수립 이후에도 조선기류령이라는 법령이 존재했다.
현행 주민등록번호의 기원은 주민등록법[법령 1067호, 1962.5.10 제정]을 제정하고 기류법을 폐지하면서 등장했다. 하지만 당시에는 시·도민증의 형태였고 이중 등록도 가능했으며 제대로 시행되지 않았다.
그러다가 1968년 1월 21일 북한의 특수부대 요원 12명이 청와대를 습격하여 당시 대통령인 박정희를 살해하려던 사건이 일어났다(1·21 사태). 이에 대응하여 주민등록법을 개정[법령 2016호, 1968.5.29 일부 개정]하여 주민 개개인에게 번호를 부여해주었으며 이중 등록도 금지되고 18세 이상 국민들에게 발급하였는데 간첩 식별 편의 등의 목적으로 시행된 것이었다. 이 때 시·도민증이 공식 폐지되었다. 2차 개정[법령 2150호, 1970.1.1 일부 개정]을 통해서는 발급을 의무화하고 주민등록증을 신분 확인 용도로 사용하도록 법제화하였다.
주민등록번호는 처음에는 지금과 달리 12자리로 이루어져 있었으며 박정희 전 대통령은 110101-100001번을, 육영수 여사는 110101-200002번을 부여받았다. 지금처럼 13자리로 바뀐 것은 3차 개정[법령 2777호, 1975.7.25 일부 개정]을 통해서이다. 개정 이전의 주민등록번호 첫 여섯자리는 지역코드(전국 읍·면·동별 코드로 110101은 서울특별시 종로구 청운동)이며, 뒤 일곱자리의 첫째는 성별(남:1, 여:2), 나머지 여섯자리는 해당 지역의 주민등록 순서에 의한 일련번호이다. (2000년 1월 1일 출생자부터 남자는 3,여자는 4로 변경)

## 이용
각종 문서나 통신상에서의 본인확인에는 주민등록번호를 사용한다. 또한, 대부분의 웹 사이트에서의 회원가입이 실명 확인 및 중복 가입 확인, 그리고 성인 인증을 위한 수단으로 사용하기도 한다. 아울러, 외국인들을 위해 별도로 생성되는 외국인등록번호 또한 신분 증명 수단으로 사용할 수 있다.
보통 주민등록번호는 사람에게만 부여하지만 예외적으로, 만화 주인공인 둘리와 로보트 태권브이, 그리고 하니에게 주민등록증과 함께 주민등록번호를 부여하기도 했다.
KAIST 테크노경영대학원의 2007년 6월 설문조사에 의하면 60%의 네티즌들은 인터넷 상의 주민등록번호의 이용을 폐지해야 한다고 주장하였다.

## 구성
현재 주민등록번호는 총 13자리의 숫자로, 다음과 같이 표기하며 각각의 숫자에는 아래와 같은 의미가 있다.
ㄱㄴㄷㄹㅁㅂ - ㅅㅇㅈㅊㅋㅌㅍ

- ‘ㄱㄴㄷㄹㅁㅂ’ 여섯 숫자는 생년월일이다.[8] 예를 들어 1966년 (0)7월 (0)7일에 태어난 사람에게는 660707이, 2002년 11월 (0)1일에 태어난 사람에게는 021101 이 부여된다.
- ‘ㅅ’은 성별을 나타낸다.

성별을 나타내는 ㅅ에는 19세기와 20세기를 구분하기 위하여 1800 ~ 1899년에 태어난 국민에게는 9와 0을 부여했고, 1900 ~ 1999년에 태어난 국민에게는 1과 2를 부여했다. 현재 9와 0을 부여받은 국민은 대부분 사망한 상태이다. 1998년에 Y2K 문제를 막고자 2000년부터 3과 4를 사용하기로 하였다. 따라서 2000 ~ 2099년에 태어난 대한민국 국민에게는 주민번호에 3과 4를 부여한다.
- - 9 : 1800 ~ 1899년에 태어난 남성(현재 생존자 없음)
  - 0 : 1800 ~ 1899년에 태어난 여성(현재 생존자 없음)
  - 1 : 1900 ~ 1999년에 태어난 남성
  - 2 : 1900 ~ 1999년에 태어난 여성
  - 3 : 2000 ~ 2099년에 태어난 남성
  - 4 : 2000 ~ 2099년에 태어난 여성
  - 5 : 1900 ~ 1999년에 태어난 외국인 남성
  - 6 : 1900 ~ 1999년에 태어난 외국인 여성
  - 7 : 2000 ~ 2099년에 태어난 외국인 남성
  - 8 : 2000 ~ 2099년에 태어난 외국인 여성

따라서, 뒷자리 첫 번호가 5~8번으로 시작하면 주민등록번호가 아닌 외국인 등록번호이다.
- ‘ㅇㅈㅊㅋ’는 출생등록지, 즉  등록기준지의 고유 번호이다. 다만, 주민등록번호에서 표기되는 출생등록지 숫자와 실제 출생지는 다를 수도 있기 때문에 주민등록번호 그 자체만으로 본적이나 출생지를 파악할 수 없다. 실제 출생지는 기본증명서 등에서 확인할 수 있다.
- 2020년 10월부터 45년만에 주민등록번호 부여체계가 바뀌면서 지역번호를 폐지하고 뒷자리 성별 뒤 6자리에 임의번호를 부여한다.[9]
  - ‘ㅇㅈ’는 출생등록지에 해당하는 지방자치단체의 고유 번호이다.
    - 서울특별시 : 00~08
    - 부산광역시 : 09~12
    - 인천광역시 : 13~15
    - 경기도 : 16~25
    - 강원특별자치도 : 26~34
    - 충청북도 : 35~39
    - 대전광역시 : 40~41
    - 충청남도 : 42~47
    - 세종특별자치시 : 44, 96[10]
    - 전북특별자치도 : 48~54
    - 전라남도 : 55~66
    - 광주광역시 : 55~56, 65~66
    - 대구광역시 : 67~69, 76
    - 경상북도 : 70~75, 77~81
    - 경상남도 : 82~84, 86~89, 90~92
    - 울산광역시 : 85, 90
    - 제주특별자치도 : 93~95

  - ‘ㅊㅋ’는 출생등록을 한 읍·면·동주민센터 고유 번호로, 주민센터마다 고유한 번호가  행정안전부에 의해 부여되어 있다.
- ‘ㅌ’은 일련번호로, 그날 주민센터에서 출생신고를 한 순서이다.[11]
- ‘ㅍ’은 주민등록번호에 오류가 없는지 확인하는 검증번호로, 아래와 같은 특수한 규칙으로 만든다.

ㅍ = 11-{(2×ㄱ+3×ㄴ+4×ㄷ+5×ㄹ+6×ㅁ+7×ㅂ+8×ㅅ+9×ㅇ+2×ㅈ+3×ㅊ+4×ㅋ+5×ㅌ) mod 11}

즉, 소괄호 안에 있는 것을 계산한 값을 11로 나눠서 나온 나머지를 11에서 뺀 값이 ㅍ이다. (단, 10은 0, 11은 1로 표기한다.)

## 기본권 침해 여부 논란
주민등록번호 사용에 관련하여 다음 주장이 대립하고 있다.
| - 주민등록번호를 사용하는 것은 개인의 신분을 증명하는 데에 가장 일반적으로 쓰이는 수단이다. - 증명방법이 매우 간단하다. - 여러 종류의 일련번호를 사용하는 것보다 훨씬 효율적이므로 계속 사용해야 한다. - 사람과 1대1로 대응하기 때문에 위변조가 어렵고, 도용 및 위조에 사용된다 하더라도 적발이 용이하다. - 남북대치상황에서 간첩의 국내 침투를 어렵게 하는 적절한 수단이다. - 북한의 인터넷 심리전을 효과적으로 사전 봉쇄하는 역할을 한다. - 인터넷 상에서 본인인증을 통해 익명성을 악용한 무분별한 행위들을 규제할 수 있다. - 인터넷 상에서의 불법정보 유통이나 여론조작 등을 본인인증을 통해 막을 수 있다. | - 주민등록번호를 사용하는 것이 개인정보 침해에 해당한다. - 자신의 의도와 상관없이 생년월일과 출신지역, 성별이 공개되므로, 인권침해의 우려가 있다. - 일원화된 번호제도를 사용하는 것은 국민을 통제하려는 수단에 지나지 않으므로, 사용을 중단해야 한다. - 한 번 부여된 번호를 바꾸기가 굉장히 어려우며 이로 인해 유출 및 도용이 매우 쉽다. - 개인신상정보를 수집할 수 있는 만능키 역할을 하므로, 인권침해의 우려를 높인다. - 인간에게 숫자를 부여하고, 관리하는 것은 인간의 존엄성을 훼손하며, 윤리적으로 문제의 소지가 있다. - 가입과 의견개진을 어렵게 함으로써, 인터넷 여론의 통제수단 역할을 하고 있다. |

한편, 독일 슐레스비히-홀슈타인주의 개인정보보호 독립센터의 개인정보보호관 얀 묄러는 이러한 일원화된 번호는 개인의 기본권을 침해할 소지가 높기 때문에 주민등록번호제가 독일에서는 위헌일 것으로 전망한 바 있다.

#### 주민등록번호제에 대한 헌법적 쟁점
헌법재판연구원에서 발간한 연구보고서에는 주민등록번호를 개인별로 강제로 부여하고, 그 이용이 법률상 또는 사실상 강제되며, 사인 간에 주민등록번호의 불법적 이용이 일어나는 것은 결국 개인정보 자기결정권 등의 기본권을 침해할 수 있으나, 주민등록번호의 현실적인 용도가 너무 커서 폐지에 따른 사회적 비용과 혼란이 매우 클 것으로 예상되기 때문에 쉽사리 폐지되기는 어려울 것이라고 적혀 있다. 이어, 합리적 개선의 필요성과 그 방향으로 주민등록번호의 생성·부여 방식의 변화, 주민등록번호의 사용 목적 제한과 대체 수단의 마련, 주민등록번호에 대한 통제 방법의 강화 등이 필요하다고 밝히고 있다.

#### 정부가 아닌 민간에서의 주민등록번호 수집
주민등록번호는 개인을 쉽게 식별할 수 있어 정부가 아닌 사기업이나 웹사이트 등에서도 주민등록번호를 요구하고 수집하면서 주민등록번호 도용, 주민등록번호를 포함한 개인정보의 유출 등의 문제가 발생하게 되었다. 대표적인 예로 옥션의 개인정보 유출 사건과 SK커뮤니케이션즈의 네이트/싸이월드 개인정보 유출 사건이 있다. 이러한 부작용을 줄일 목적으로 대한민국 정부는 아이핀(I-PIN)이라는 주민등록번호 부분 대체 수단을 개발하였다. 하지만 아이핀 도입 당시에도, 주민등록번호가 아이핀 제공 업체에 보관되기 때문에 미봉책에 불과하며, 문제의 근본적인 해결을 위해서는 민간에서의 주민등록번호 및 과도한 개인정보 수집이나 이용을 제한해야 한다는 의견이 있었다.
결국 2014년 8월부터 민간 기업이 웹사이트 등에서 주민등록번호를 수집하는 것이 개인정보보호법에 의해 금지되었다.

## 외국의 사례
대한민국 이외의 국가에서도 국가에서 개인 식별 번호를 부여하는 국가들이 있으며, 무작위 번호를 이용하거나 출생 지역, 등록지역, 생년월일 등을 활용하여 주민 식별 번호를 부여하기도 한다.
- 미국은 사회보장번호(SSN, Social Security Number)를 대한민국의 주민등록번호 용도와 유사하게 사용하고 있다. 국민연금과 같은 각종 사회보장제도 사용을 용이하게 하기 위한 번호였기에 외국인 등 미소지자도 큰 불편을 겪지 않던 예전과 달리, 2001년에 발생한 911 테러 사태 이후 신분 확인 강화 차원에서 각종 주요 거래, 예를 들면 은행거래시 필수적으로 제출하여야 하도록 여러 규정이 변경되었다.
- 캐나다는 사회보험번호(Social Insurance Number)가 있다.
- 호주는 시민권번호가 있으며 법률상의 선거에 관련된 투표시에 사용한다.
- 스웨덴은 개인인증번호(PINs)가 있으며, 한국과 유사하게 생년월일, 성별 정보를 담고 있다.
- 일본은 개인 식별 번호가 있지만, 개인정보를 담고 있지 않고 있다.
- 중국에서는 개인 식별번호가 있으며 생년월일, 성별, 지역 정보를 지닌 체계로 구성된다.

## 주민등록법률 및 정보통신망 이용촉진 및 정보보호 등에 관련한 법률
대한민국에서는 주민등록번호 생성기를 사용하거나 다른 사람의 주민등록번호를 도용 시에는 주민등록법 위반으로 3년 이하의 징역이나 1천만원 이하의 벌금에 처해지게 된다.(2006. 9. 25 시행)
- 주민등록번호 부정 사용 등으로의 처벌

1. 다른 사람의 주민등록번호를 자기 또는, 다른 사람의 재물이나 재산상의 이익을 위하여 부정사용하는 행위
2. 다른 사람의 주민등록번호를 단순히 도용하여 인터넷 회원으로 가입하는 행위
3. 수집 목적을 구체적으로 고지하지 않고 주민번호를 수집하는 행위
4. 주민등록번호를 수집시 고지한 목적 외로 이용하는 행위
5. 수집 목적 달성 후에도 주민등록번호를 파기하지 않고 보관하는 행위

## 같이 보기
- 아이핀(i-PIN)
- 주민등록표
- 가족관계증명서
- 사회 보장 번호(SSN) - 미국
- 마이넘버 - 일본(현재 추진중)
  - 경제적 징병제
- 주민등록증
- 주민등록
- 대한민국 주민등록법
- 주민등록번호변경위원회